# Robert LeGendre
Robert LeGendre (Estados Unidos, 7 de enero de 1898-21 de enero de 1931) fue un atleta estadounidense, especialista en la prueba de pentatlón, en la que llegó a ser medallista de bronce olímpico en 1924, y en salto de longitud, donde fue plusmarquista mundial del 7 de julio de 1924 al 13 de enero de 1925 con un salto de 7.76 metros.

## Carrera deportiva
En los JJ. OO. de París 1924 ganó la medalla de bronce en la competición de pentatlón con un total de 18 puntos, tras el finlandés Eero Lehtonen (oro con 14 puntos) y el húngaro Elemér Somfay (plata con 16 puntos).